# Jardí Botànic Roger-Van den Hende
El Jardí Botànic Roger-Van den Hende és un jardí botànic  pedagògic de sis hectàrees fundat el 1966 per Roger Van den Hende, professor de la Universitat Laval a Quebec.

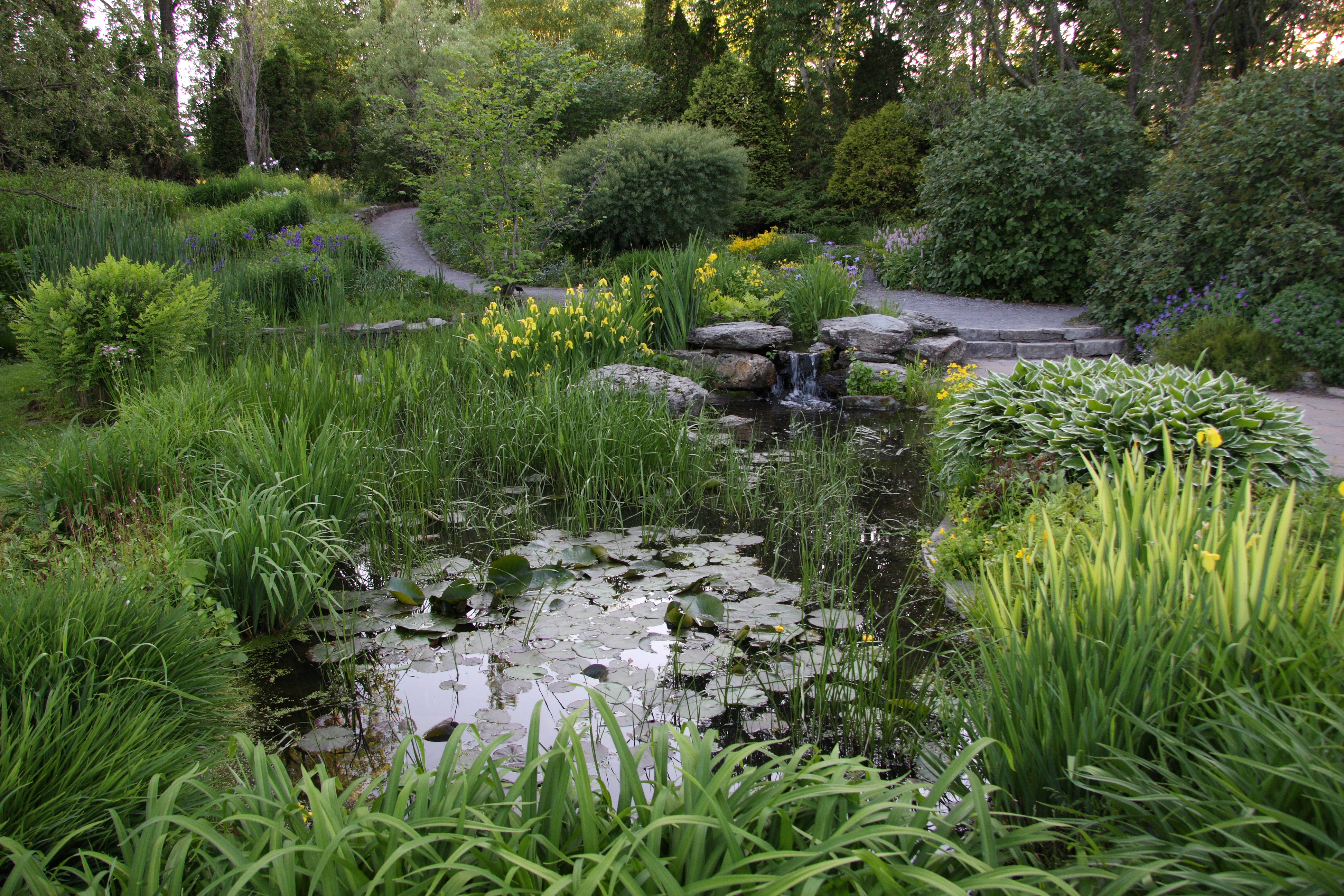
Jardí d'aigua al Jardí Botànic Roger-Van den Hende

El jardí agrupa alhora plantes autòctones del Quebec i plantes originàries d'Europa, d'Amèrica i d'Àsia, comptant sobre les 4.000 espècies, i cultivars. Les plantes estan agrupades per famílies botàniques. La universitat va donar al jardí el nom del seu principal responsable i creador, el professor Van den Hende, en el moment de la seva jubilació el 1975. D'ençà l'any 1978, el jardí ja no serà exclusivament consagrat a la recerca sinó també obert al públic.
Hi ha un jardí d'aigua, un arborètum, un roserar, un herbacetum (col·lecció de plantes herbàcies), una col·lecció de rododèndrons i una zona on es troba una mostra de flors anuals. També ofereix la possibilitat de visitar un punt on es mostra el funcionament del compostage domèstic.